# 양산 통도사 금동천문도
양산 통도사 금동천문도(梁山 通度寺 金銅天文圖)는 대한민국 경상남도 양산시, 통도사성보박물관에 있는 조선시대의 천문지리기구이다. 2003년 4월 14일 대한민국의 보물 제1373호로 지정되었다.

## 개요
양산 통도사의 금동천문도의 전면에는 천구(天球)의 북극을 중심으로 둥글게 북극으로부터 적도부근에 이르는 영역의 별자리들이 표시되어 있고, 항현권(恒顯圈, 주극성(週極星) 영역))이 직경 19cm가 되는 둥근원으로 그려져 있다. 별자리의 형태나 위치는 조선 초기의 천상열차분야지도와 비교해 보아 대체로 일치하며, 동판 위에 표시된 별자리는 천상열차 분야지도의 모든 별 가운데 중요하게 여겨지는 109 개의 별자리(자미원과 28수)이며 별의 총 개수는 481개이다. 각 별자리는 별과 별 사이가 선으로 연결되어 있으며, 별 하나하나마다 구멍을 뚫어 진주를 박아 넣어 아름답게 조립했던 것으로 보인다. 현재는 24개의 진주만이 남아 있는데 별에 따라서 0.5cm, 0.7cm등 여러 가지 종류의 것들이 구멍에 박혀 있다.
별자리 이외에 3개의 구멍이 원판의 중심부근과 좌우 바깥부근에 일직선상으로 놓여져 있는데, 어두운 상황에서도 천문도의 방향을 파악할 수 있고 28 수 등 각 별자리들을 손으로 더듬어 알 수 있어 하늘을 보면서 별자리를 찾아 볼 수 있었으리라 생각된다. 실제 별을 관측할 수 있도록 진주보석에 희미한 빛을 비추어 별자리를 찾거나 익히는데 편리했을 이 천문도판은 휴대하여 사용에 편리하도록 제작된 과학유물로 볼 수 있다.
후면에는 점각(點刻)으로 표현된 송악도(松岳圖)가 있는데 봉우리가 다섯 개인 오악(五嶽, 수미산을 상징?)과 두 그루의 소나무가 그려져 있고, 그 아래에 바다가 표현되어 있어 전통공예품으로서의 예술적인 가치는 물론 회화사 및 사상사적인 측면에서도 연구가치가 높다 하겠다. 그림 우측하단에 「순치구년일진구월(順治九年壬辰九月) 삼각산문주암지구(三角山文殊庵比丘尼) 선화자조성(仙化子造成)」이라는 명문이 점각(點刻)되어 있어 이 천문도는 1652년(조선 효종3년) 비구니 선화자가 조성하였음을 알 수 있다.

## 같이 보기
- 통도사